# Buli (šport)
Buli (eng. face-off) je termin koji se koristi u hokeju na gotovo svim površinama (zemlji, travi, ledu, pijesku, betonu, asfaltu, parketu).

## Hokej na ledu
Buli se odigrava za nastavak u slučaju kada su vrijeme ili igra zaustavljeni, zbog povrede nekog igrača ili nekog drugog razloga, navodeći kao primjer zabranjeno ispucavanje ili zaleđe. Ako je pločica napustila ledenu provršinu te je izbačena iz igre, buli se izvodi na mjestu što bliže poziciji crne pločice u trenutku prekida igre. Postoje označena mjesta predviđena za odigravanje bulija, te ih je ukupno devet: 2 u svakoj napadačkoj zoni, 4 u neutralnoj zoni i jedan na centru dvorane. 
Buli se izvodi tako da se dva igrača iz suprotnih postavljaju sučelice jedan prema drugome, dok glavni sudac ne ubaci pločicu u igru između njih, a buli je osvojio onaj koji svojom palicom zavlada pločicom. Također sudac može suditi prekršaj tijekom njegovog izvođenja, ako prije nego što sudac pusti pločicu u igri, a jedan od igrača u buliju prije počne s igrom. Tada ga glavni sudac zamjenjuje za nekog drugog igrača iz njegove momčadi.